# Samantha Shannon
Samantha Shannon (Hammersmith, 8 de novembro de 1991) é uma escritora inglesa de ficção paranormal, ficção distópica e fantasia.
Shannon cresceu em Ruislip no oeste de Londres. Ela frequentou a escola Bishop Ramsey e estudou língua inglesa e literatura no St. Anne College, em Oxford.

## Carreira
Embora ela fosse uma ávida escritora na adolescência, o primeiro romance de Shannon, Aurora, permanece inédito após ter sido rejeitado por dez agências literárias. Ela veio à atenção do público em maio de 2012 quando ela assinou um contrato de seis livros com a Bloomsbury para seu romance de estreia, The Bone Season e duas sequências.
The Bone Season, publicado em 20 de agosto de 2013, situa-se no ano de 2059 e segue as aventuras de uma garota de dezenove anos chamada Paige Mahoney, uma vidente do submundo. É o primeiro livro de uma série de sete livros.

### SérieThe Bone Season
- The Bone Season (2013)[2] no Brasil: Temporada dos ossos (Rocco, 2016) em Portugal: A Estação dos Ossos (Casa das Letras, 2013)
- The Mime Order (2015) no Brasil: A Ordem dos Clarividentes (Rocco, 2017)
- The Song Rising (2017)
- The Mask Falling (2021)
- The Dark Mirror (a publicar, 2025)

#### Livros relacionados
- On the Merits of Unnaturalness (2015)
- The Pale Dreamer (novela) (2016)
- The Dawn Chorus (novela) (2020)

### SérieThe Roots of Chaos
- A Day of Fallen Night (prequela) (2023) no Brasil: Um Dia de Céu Noturno (Plataforma 21, 2023)
- The Priory of the Orange Tree (2019)[3] no Brasil: O Priorado da Laranjeira - A Maga e O Priorado da Laranjeira - A Rainha (Plataforma 21, 2022) em Portugal: O Priorado da Laranjeira (Desrotina, 2023)

### Contos
- Amrita (2013)
- "Marigold" em Because You Love to Hate Me: 13 Tales of Villainy (2017)